# Benjamin Gischard
Benjamin Manuel Gischard, né le 17 novembre 1995 à Herzogenbuchsee, est un gymnaste suisse.

## Carrière sportive
Il est médaillé de bronze par équipes aux championnats d'Europe 2016 et médaillé d'argent au sol aux championnats d'Europe 2021.